# Julija Igorewna Tschermoschanskaja

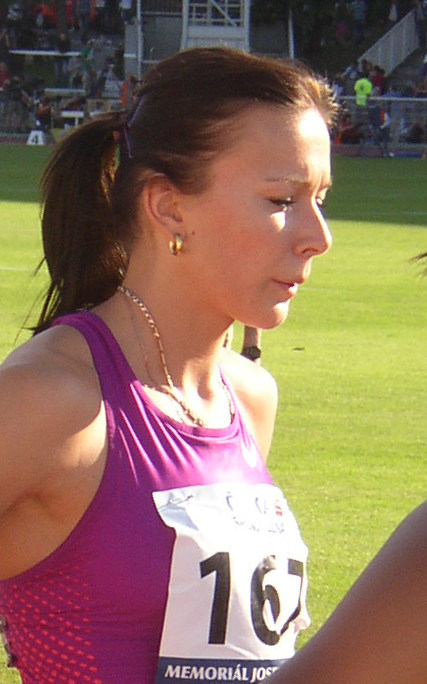
Julija Tschermoschanskaja (Prag, 2010)

Julija Igorewna Tschermoschanskaja (russisch Юлия Игоревна Чермошанская, engl. Transkription Yuliya Chermoshanskaya; * 6. Januar 1986 in Brjansk) ist eine russische Sprinterin. Julija Tschermoschanskaja ist die Tochter der Staffel-Weltmeisterin Galina Maltschugina.
Beim 200-Meter-Lauf der Leichtathletik-Weltmeisterschaften 2007 schied sie im Viertelfinale aus. Bei 2016 durchgeführten Nachtests von Dopingproben zu den Olympischen Spielen von 2008 in Peking wurde Tschermoschanskaja positiv auf Anabolika getestet. Daraufhin wurde der russischen 4-mal-100-Meter-Staffel am 16. August 2016 durch das IOC nachträglich die Goldmedaille aberkannt.

## Persönliche Bestzeiten
- 100 m: 11,41 s, 9. Juni 2007, Schukowski